# Académica Petróleos Clube do Lobito
Académica Petróleos Clube do Lobito é um clube de futebol angolano com sede em Lobito. Disputa atualmente o Girabola, primeira divisão do futebol nacional.

## História
O clube foi fundado a 17 de março de 1970 por Geraldo Terceiro Guiado, na aldeia de Tchilimba no Huambo, com o nome de Associação Académica da Tchilimba, inspirado na equipa portuguesa Associação Académica de Coimbra. Tal inspiração surgiu após Guiado presenciar um jogo da Académica portuguesa contra o União da Catumbela, em 1959. A equipa disputava seus jogos num terreno conhecido como Canata, mudando-se mais tarde para o campo do Camuco, no bairro da Chibuila, local que estava programado para ser o estádio municipal do Lobito. Em 1977, mudou-se para Lobito, e passou a chamar-se Associação Académica do Lobito. Dois anos depois, ascendeu pela primeira vez ao campeonato nacional de primeira divisão. Em 17 de março de 1981, mudou para o nome atual, após fusão com o Desportivo da Sonangol e o Futebol Clube do Lobito.
Em 1999, sob a liderança do treinador angolano Carlos Queirós, a Académica alcançou seu melhor resultado no Girabola, terminando como vice-campeã nacional. Consequentemente, qualificou-se para a Taça dos Clubes Campeões Africanos em 2000, onde foi eliminada na primeira ronda pelo TP Mazembe.
Nos anos seguintes, o desempenho oscilou. Em 2009, o clube atravessou uma crise financeira e somou apenas 9 pontos em 30 jogos, acabando por ser despromovido; foi a quinta vez na sua história que caiu da primeira divisão. Já em 2014, sagrou-se campeão do Campeonato Nacional da 2.ª Divisão, assegurando o regresso ao Girabola na época seguinte. Em 2015, na Girabola, escapou por pocu à descida, terminando a época na 13.ª posição - uma colocação acima da 'zona de despromoção'.
Na temporada 2022/2023, foi vice-campeão da Taça de Angola, o que garantiu a qualificação para a Taça da Confederação Africana em 2023/2024. Nas fases iniciais, eliminou o La Passe, das Seicheles, e o Al-Merreikh, do Sudão do Sul. Contudo, na fase de grupos teve uma campanha negativa, terminando em último lugar, sem vitórias - com apenas um empate e cinco derrotas.
Em julho de 2023, a equipa esteve em risco de descer à segunda divisão devido a uma penalização aplicada pela Federação Angolana de Futebol, na sequência de alegações de envolvimento em corrupção associadas a um áudio com o então treinador Agostinho Tramagal. A Académica rejeitou as acusações, recorreu da decisão e, no final, a Federação converteu a sanção numa multa financeira de 352 000 kwanzas.

## Títulos
- Campeonato Nacional da 2.ª Divisão de Seniores: 2014[5]
- Supertaça Provincial de Benguela: 2015[13]
- Campeonato Provincial de Benguela: 2012[14] e 2015[13]

## Notáveis jogadores

### Polónia
- Jacek Magdziński